# 綾小路有長
綾小路 有長（あやのこうじ ありなが、寛政4年〈1792年〉 - 明治14年〈1881年〉）は、江戸時代後期、明治時代の公卿、華族、綾小路家14代当主。

## 略歴
光格天皇（119代）・仁孝天皇（120代）・孝明天皇（121代）・明治天皇（122代）の4代に渡って仕え、正二位権大納言まで昇った。
家の学である郢曲の伝統を守るかたわら、歌書を能くした。
また日光例幣使に選出されたことがあり、玉村宿（群馬県佐波郡玉村町）の本陣であった木島家裏庭に有長が1843年（天保14年）この本陣にて
「玉むらのやどりにひらく玉くしげふたたびきそへかへさやすらに」
と歌った和歌一首が1864年（文久4年）に建立された石碑に刻まれ現存している。
1871年（明治4年）雅楽局神楽人を勤めた。
歌会始（当時は「歌御会始」）では「発声」の役を最晩年に至るまで務め、明治天皇から褒賞を受けている。

## 官歴
- 1797年
  - 従五位下
- 1799年
  - 侍従
- 1800年
  - 従五位上
- 1803年
  - 正五位下
- 1807年
  - 従四位下
- 1810年
  - 従四位上
  - 左近衛権少将
- 1813年
  - 正四位下
- 1815年
  - 近衛権中将
- 1817年
  - 従三位
- 1818年
  - 正三位
- 1832年
  - 参議
  - 近江権守
- 1833年
  - 従二位
  - 踏歌節会外弁
- 1848年
  - 正二位
  - 按察使
  - 権中納言
- 1858年
  - 権大納言

## 系譜
- 父：綾小路俊資
- 母：不詳
- 妻：宇野氏
- 生母不明の子女
  - 女子：俊子 - 豊岡随資室
  - 男子：綾小路俊賢
  - 女子：珠子 - 山内豊誠継室
  - 女子：竹子